# Gemeine Singzikade
Die Gemeine Singzikade (Tibicen plebejus oder Lyristes plebejus), auch Große Zikade genannt, gehört zur Familie der Singzikaden (Cicadidae) innerhalb der Ordnung der Rundkopfzikaden (Cicadomorpha). Die Art ist im Mittelmeerraum häufig und erreicht mit wenigen Vorkommen noch den Süden der Schweiz.

## Körperbau und Merkmale
Mit einer Körperlänge von 30 bis 37 Millimeter ist es die größte mitteleuropäische Singzikaden-Art., Die hinten über den Rumpf hinausragenden glasklar hyalinen Vorderflügel sind 45 bis 55 Millimeter lang. Der Körper der Art ist überwiegend schwarz gefärbt, oft teilweise mit weißen Wachsausscheidungen überzogen. Der Hinterrand des Pronotum und Teile des Scheitels sind ockergelb gezeichnet. Der Kopf mit den Augen ist breiter als der anschließende Rumpfabschnitt. Zur Unterscheidung von anderen großen Singzikaden-Arten sind folgende Merkmale wichtig: Der Schalldeckel (Operculum) des Tymbalorgans an der Basis des Hinterleibs (mit dem die Männchen ihre Gesänge erzeugen) bedeckt dieses vollständig, nicht wie bei Tieren der Gattungen Tibicina und Cicada nur teilweise. Im Flügelgeäder der Vorderflügel ist die Basalzelle fünfeckig, an den drei Außenecken entspringen die Adern Media, Cubitus und Radius.
Im östlichen Mittelmeerraum und in der Türkei ist mit zwei weiteren, extrem ähnlichen Arten zu rechnen, Tibicen gemellus und Tibicen isodol. Eine weitere Art lebt im Iran.
Singzikaden sind oft besser an ihren Gesängen unterscheidbar als an morphologischen Merkmalen. Der Gesang der Gemeinen Singzikade ist relativ komplex. Dieselbe Abfolge kurzer Motive (Phrasen) wird gleichförmig wiederholt, oft viele Minuten lang. Am Anfang jeder Phrase sind kurze Einzeltöne (Echeme) unterscheidbar, die in einen konstanten Schwirrton übergehen.

## Verbreitung
Die Gemeine Singzikade lebt im Mittelmeerraum, wo sie lokal sehr häufig ist. Im westlichen Mittelmeerraum und im südlichen Mitteleuropa ist es die einzige Art der Gattung. Sie kommt nach Osten häufig bis auf das griechische Festland (Halbinsel Peloponnes) vor, fehlt aber auf den meisten ägäischen Inseln (Ausnahme: die westlichen Inseln Kythira, Euböa, Skopelos) und auf der Insel Kreta. Ältere Angaben für die Levante, Kleinasien bis zum Iran beziehen sich vermutlich auf die beiden Schwesterarten (Tibicen gemellus wurde erst 1988 abgetrennt).
Die Art kommt in der Schweiz mit nur drei kleinen Vorkommen, mit wenigen Hundert Individuen, in der Region Lugano und im Chablais südlich des Genfer Sees vor. Die Vorkommen schließen an das größere Verbreitungsgebiet in Norditalien an. Sie gilt in der Schweiz als gefährdet (vulnerable). In Österreich gibt es alte Angaben aus dem Burgenland (Leithagebirge). Sie gilt heute in Österreich als ausgestorben, kommt aber im angrenzenden Südtirol in Italien noch vor. Im östlichen Mitteleuropa erreicht die Art mit einem Fundpunkt in den Pieninen noch den äußersten Süden von Polen (nur wenige alte Funde aus den 1950er Jahren).

## Lebenszyklus, Fortpflanzung und Entwicklung
Die unterirdisch lebenden Larven der Gemeinen Singzikade saugen den Pflanzensaft von Pflanzenwurzeln. Um sich unter der Erde besser fortbewegen zu können, sind ihre Vorderbeine zu Grabbeinen umgewandelt. Die hemimetabolen Insekten durchlaufen fünf durch Häutungen getrennte Larvenstadien. Die Larvenentwicklung ist mehrjährig, vermutlich vier Jahre lang. Sie verlassen bei günstiger Witterung, meist Mitte Juni bis Mitte August, den Boden und suchen sich in der Umgebung geeignete Stellen, dort häuten sie sich ein letztes Mal zum Vollinsekt. Die frisch geschlüpften erwachsenen Tiere (Imagines) sind zunächst weich und grünlich. Sie benötigen etwa vier bis fünf Tage, bis sie vollständig ausgefärbt sind und vollkommen erhärtet sind. Die Imagines leben vor allem an Bäumen, wobei sie zahlreiche Arten akzeptieren. Da sie auch auf Olivenbäumen und Obstbäumen vorkommen, wurden sie in älterer Literatur mitunter als Schädling gelistet. Nennenswerte Schäden sind aber nicht dokumentiert.

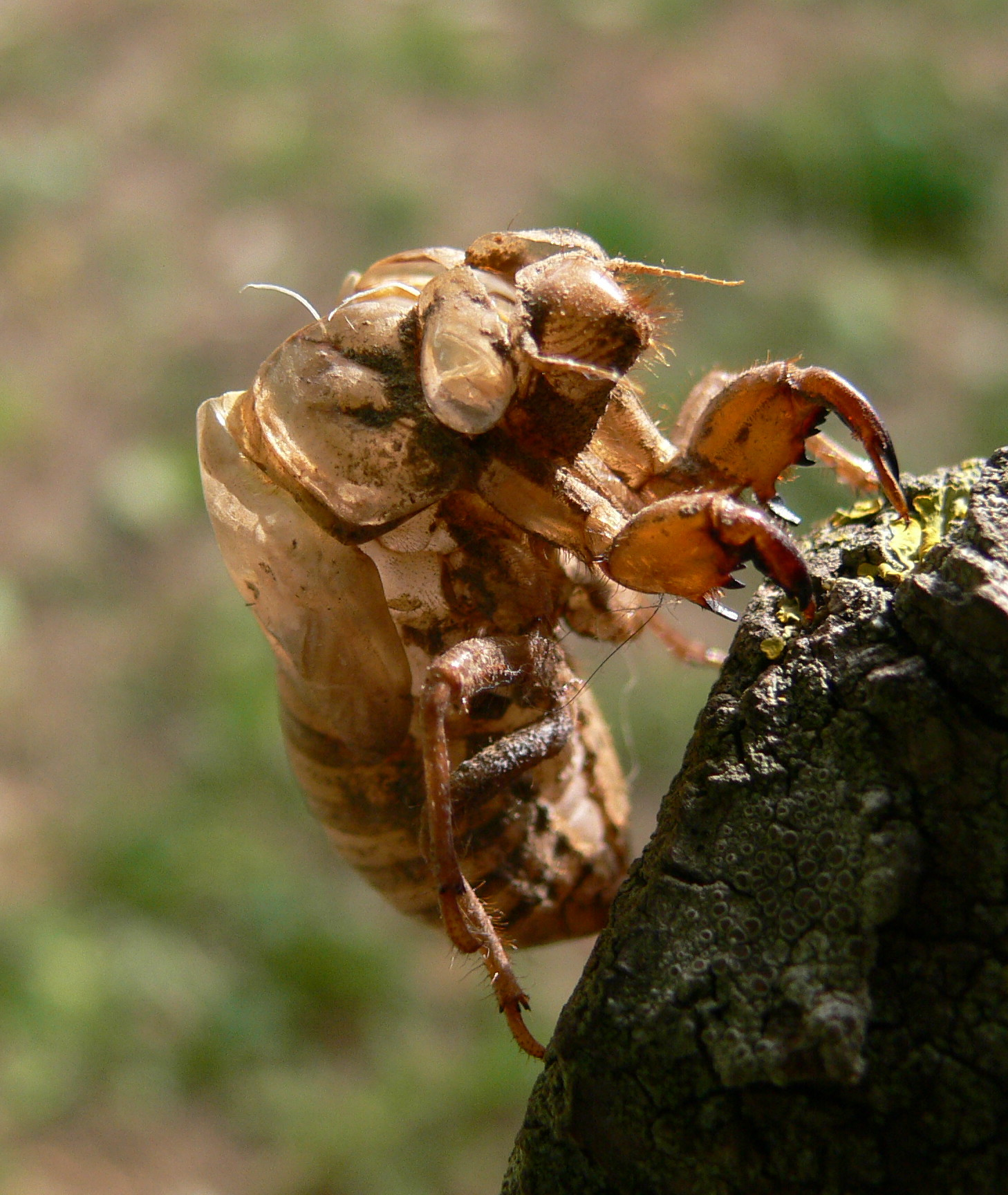
Larvenhaut (Exuvie) mit Grabbeinen

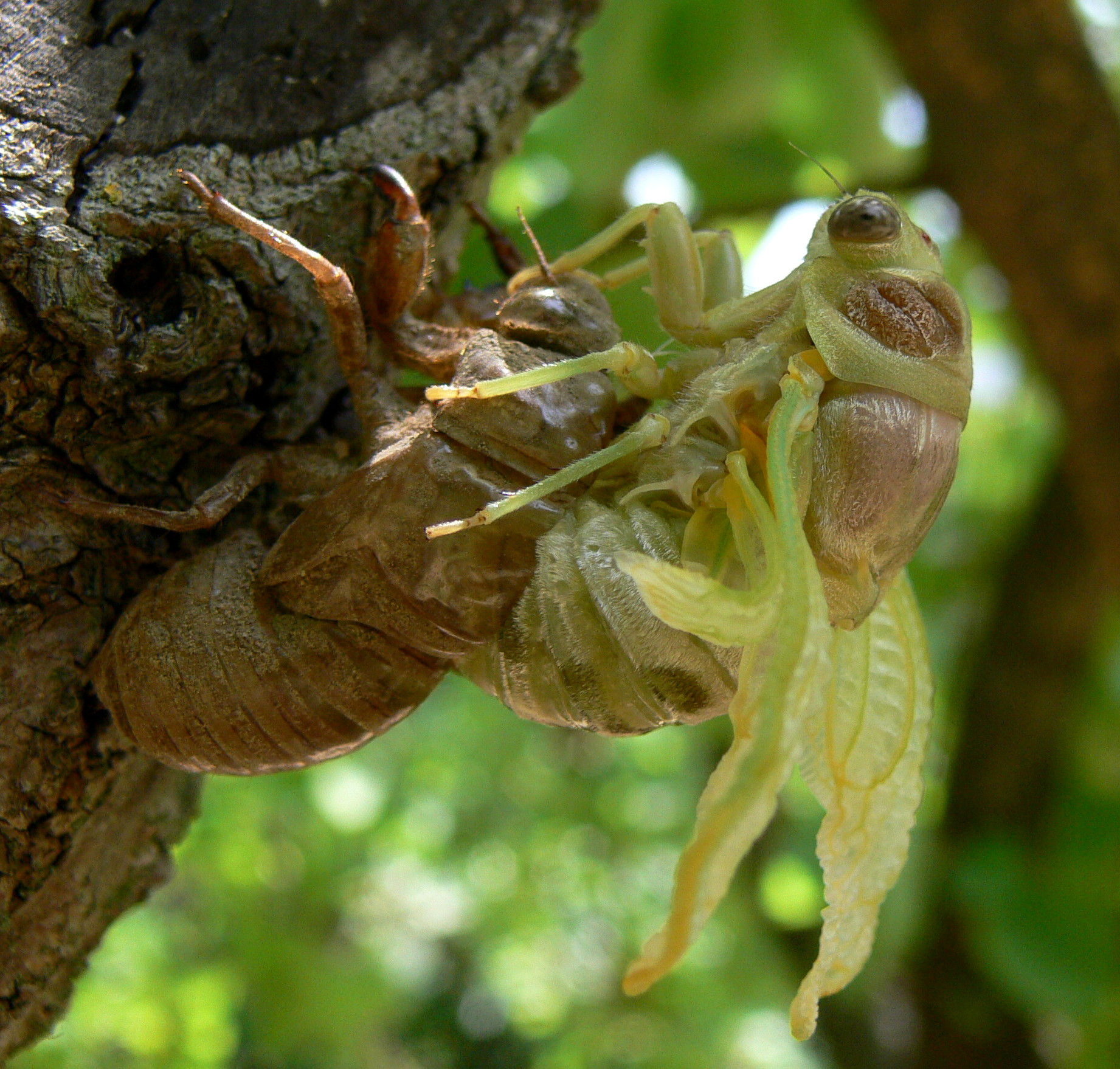
Gemeine Singzikade schlüpft

## Ernährung
Wie alle Singzikaden ist auch die gemeine Singzikade ein Xylemsauger. Mit Hilfe ihres Rüssels stechen die erwachsenen Tiere die Leitungsbahnen verschiedener Gehölze an und saugen den an Nährsalzen und Wasser reichen Pflanzensaft. Die unterirdisch lebenden Larven saugen den an Zuckern reichen Pflanzensaft (Siebröhrensaft) von Wurzeln.

## Taxonomie

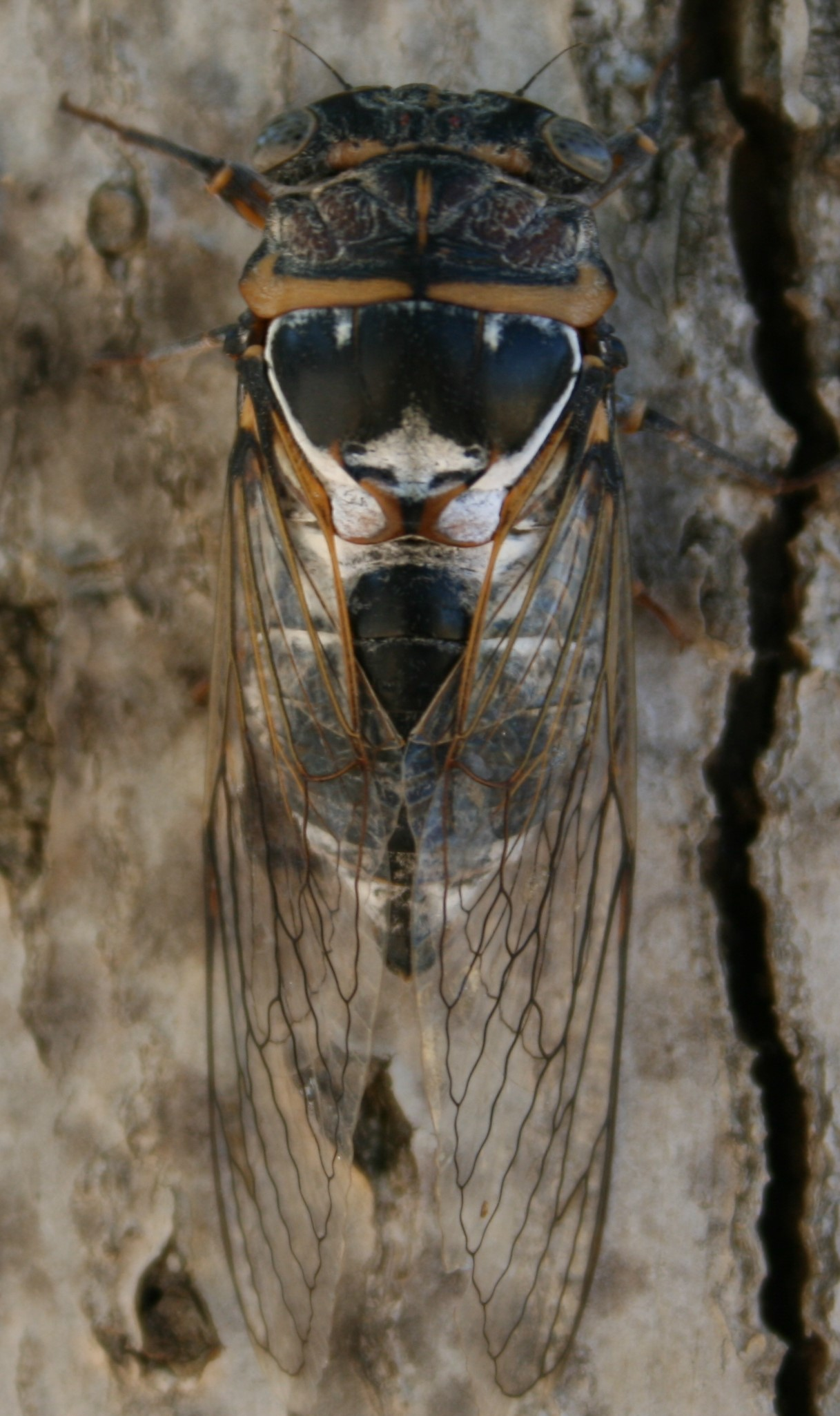
Tibicen plebejus auf einem Baumstamm sitzend

Die Art wurde 1763 von Giovanni Antonio Scopoli unter dem Namen Cicada plebeja erstbeschrieben. Diese Art wurde zur Typusart von zwei Gattungen, Tibicen und Lyristes, erklärt. Da beide Gattungen damit dieselbe Typusart besitzen kann nur einer der beiden Namen verfügbar sein. Der Fall wurde der International Commission on Zoological Nomenclature zur Entscheidung vorgelegt, die bisher nicht entschieden hat. Die Gattung wurde früher weit abgegrenzt und umfasste zahlreiche Arten mit fast weltweiter Verbreitung. Inzwischen wurden die meisten Arten in neu beschriebene Gattungen ausgelagert, so dass in dieser nur noch vier (oder fünf), plus einige nur fossil bekannte, verbleiben.
Neben der umstrittenen Gattungszugehörigkeit, die als validen Namen entweder Tibicen plebejus oder Lyristes plebejus ergeben würde und den jeweils anderen zum Synonym machen würde, sind nur einige sehr alte Synonyme, die lange nicht mehr in Gebrauch sind, und einige Schreibvarianten zu berücksichtigen.